# 刘鼎新
刘鼎新（1952年8月—），原名刘鼎兴，湖南攸县人，中华人民共和国政治人物，中国人民解放军少将，中国共产党党员，第十一届全国人民代表大会解放军代表。

## 生平
刘鼎新出生于攸县鸾山镇江冲村，1972年加入中国人民解放军:837。毕业于中山大学行政管理专业。曾担任海南军区政治部主任，2007年8月，任海南省军区政治委员；2008年6月，任中共海南省委常委。2008年，担任全国人大代表，任期5年。